# اچ‌ام‌اس سیبیل (پی۲۱۷)
اچ‌ام‌اس سیبیل (پی۲۱۷) (به انگلیسی: HMS Sibyl (P217)) یک زیردریایی بود که طول آن ۲۱۷ فوت (۶۶ متر) بود. این زیردریایی در سال ۱۹۴۲ ساخته شد.